# Inverurie
Inverurie, schottisch-gälisch: Inbhir Uaraidh, ist eine Stadt in der schottischen Council Area Aberdeenshire. 2011 lebten 12.654 Personen in Inverurie.

## Etymologie
Die Stadt ist nach dem Fluss Urie benannt und bedeutet „Mündung des Urie“.  Der namensgebende Fluss mündet am südlichen Stadtrand in den Don. Historisch sind die Schreibweisen Nrurim (10. Jahrhundert), Ennroury (gegen Ende des 12. Jahrhunderts), Inverthurin (1195 und 1291, Bulle Papst Nikolaus IV.), Inuerurie und Inuerurin (Bulle Papst Innozenz III., 1199), Innerwry (1250), Inuerroury (Bulle Papst Alexander IV., 1257) sowie Innerowry (1275) belegt.

## Geschichte
Der Bass von Inverurie und Inverurie Cemetery sind eng benachbarte Ansammlungen von Monumenten aus zwei historischen Perioden im Süden von Inverurie. In Port Elphinstone, einem südlichen Vorort von Inverurie, liegt das Broomend von Crichie, eine vor mehr als 4000 Jahren erstmals genutzte Henge-Anlage.

## Geografie
Inverurie liegt im Tal des Flusses Don im Zentrum von Aberdeenshire und ist lokal als das Herz des Garioch bekannt. Es liegt zwischen dem Fluss Don und dem Fluss Urie und ist nur 16 km (10 Meilen) von dem Hügel Bennachie entfernt. Das Stadtzentrum ist dreieckig und wird von dem 1862 erbauten großen Rathaus dominiert. In der Mitte des „Platzes“ (wie er örtlich genannt wird) befindet sich das Inverurie and District War Memorial, das von einem einsamen Gordon Highlander überragt wird, der über die Stadt blickt. Zu den Haupteinkaufszonen gehören der Marktplatz und die West High Street, die vom Zentrum in den wohnlicheren Teil der Stadt abzweigt. Südlich des Flusses Don liegt das Dorf Port Elphinstone, das zum Royal Burgh Inverurie gehört und aufgrund der Nähe des Aberdeenshire-Kanals (Inverurie to Aberdeen) (heute stillgelegt) so genannt wird.

## Söhne und Töchter der Stadt
- Peter Nicol (* 1973), Squashspieler
- Mark McDonald (* 1980), Politiker
- Ethan Ross (* 2001), Fußballspieler